# Випасана
Випасана (на пали) или випасяна (विपश्यना, санскрит, кит.:观 Гуан; тиб.:ལྷག་མཐོང་, lhaktong; уайли: lhag mthong) в будистката традиция означава дълбоко прозрение за истинската природа на реалността.
В контекста на Теравада, това води до вникване в трите белега на съществуването, непостоянството и неудоволетвореността от и във всичко, което съществува. В контекста на Махаяна, тя води до прозрение за това, което се определя по различни начини - като шунята, дхармата, неделимостта на проявление и празнота, на яснота и пустота, или на блаженство и пространство.

## Випасана в България
- Випасана България както се преподава от С.Н. Гоенка в традицията на Саяджи У Ба Кин.
- Випассана Архив на оригинала от 2022-09-08 в Wayback Machine., както се преподава в традицията на Махаси Саядау.